# 洛格卡賓坎普 (伊利諾伊州)
洛格卡賓坎普（英語：Log Cabin Camp）是位於美國伊利諾伊州坎卡基縣的一個非建制地區。該地的面積和人口皆未知。

## 地理
洛格卡賓坎普的座標為41°09′42″N 87°34′56″W / 41.16167°N 87.58222°W，而該地的平均海拔高度為191米（即627英尺）。